# José Joaquim de Maia Monteiro
José Joaquim de Maia Monteiro, primeiro e único barão de Estrela ComNSC (Rio de Janeiro, ? — Raposos, 26 de outubro de 1910) foi um fazendeiro brasileiro.
Filho do português Joaquim Manuel Monteiro, primeiro barão, visconde e conde da Estrela, e de sua segunda esposa, Luísa Amália da Silva Maia, filha de José Antônio da Silva Maia; irmão de Antônio Joaquim Maia Monteiro, barão de Maia Monteiro, e meio-irmão de Joaquim Manuel Monteiro, segundo conde da Estrela.
Fidalgo das casas imperial e real, além de comendador da Ordem de Nossa Senhora da Conceição de Vila Viçosa. Recebeu o baronato por decreto de 13 de outubro de 1876. O título faz referência à Serra da Estrela, de Portugal.
Casou-se, em 17 de junho de 1877, em Londres, com Teresa Cristina de Vasconcelos Meneses de Drummond, filha do Conselheiro Antônio de Meneses Vasconcelos de Drummond. O ato foi assistido pelo imperador Pedro II.